# Zajednica (Rosario)
Zajednica je bio list Hrvata u Argentini.
Prvi je broj izašao 1911. godine, a izlazio je u Rosariju do 1927. godine.